# Gene Bates
Gene Bates (* 4. Juli 1981 in Stirling) ist ein australischer Radrennfahrer.
Gene Bates begann seine Profikarriere 2006 bei dem italienischen Professional Continental Team L.P.R. 2003 wurde er australischer Meister in der U23-Klasse und fuhr später als Stagiaire bei Crédit Agricole. Er bekam keinen Profivertrag und fuhr ein Jahr später wieder als Stagiaire, diesmal bei Saeco. Bei der Tour Down Under 2006 erreichte er einen fünften Gesamtrang. Anschließend wurde er bei der Tour de Langkawi 2006 stark einmal Etappenzweiter hinter Laurent Mangel.

## Erfolge
2003
- Australischer Meister – Straßenrennen (U23)

## Teams
- 2006 Team L.P.R.
- 2007 Southaustralia.com-AIS
- 2008 Drapac Porsche
- 2009 Drapac Porsche